# Fusos horários na Austrália

Fusos horários na Austrália.

A Austrália usa três principais fusos horários: Horário Padrão da Austrália Ocidental (AWST; UTC + 08: 00), Horário Central Australiano (ACST; UTC + 09: 30) e Horário Padrão da Austrália Oriental (AEST; UTC + 10: 00). O horário é regulado pelos governos estaduais individualmente, alguns dos quais usam o horário de verão. (DST) Os territórios externos da Austrália têm diferentes fusos horários.
O horário padrão foi introduzido na década de 1890, quando todas as colônias australianas o adotaram. Antes da mudança para fusos horários padrão, cada cidade ou município local era livre para determinar seu horário local, chamado tempo médio local. Agora, a Austrália Ocidental usa o Horário Padrão ocidental; Austrália do Sul e Território do Norte usam o Horário Padrão Central; enquanto que Nova Gales do Sul, Queensland, Tasmânia, Victoria e o Território da Capital Australiana (ACT) usam o Horário Padrão Oriental.
O horário de verão é usado na Austrália do Sul, Nova Gales do Sul, Victoria, Tasmânia e no ACT. Atualmente não é usado na Austrália Ocidental, Queensland ou no Território do Norte.